# نهائي كأس أمريكا الجنوبية 1949
نهائي كأس أمريكا الجنوبية 1949 كانت المباراة النهائية لمسابقة كأس أمريكا الجنوبية 1949 وهي مسابقة كرة قدم تنظم من طرف اتحاد أمريكا الجنوبية لكرة القدم، أقيمت المباراة النهائية بين منتخب البرازيل ونظيره منتخب باراغواي على ملعب ساو جانواريو في ريو دي جانيرو.
سحق المنتخب البرازيلي نظيره منتخب باراغواي بنتيجة 7-0 ليحقق ثالث ألقابه في المسابقة.

## الفريقان
عرفت البطولة حتى عام 1975 باسم "بطولة أمريكا الجنوبية لكرة القدم".

| الفريق   | سنوات التتويج في كوبا أمريكا السابقة *(للإشارة إلى فوز المنتخب في البطولة باعتباره البلد المضيف) |
| -------- | ------------------------------------------------------------------------------------------------ |
| البرازيل | 2 (1919*، 1922*)                                                                                 |
| باراغواي | لم يسبق له التتويج.                                                                              |

## الطريق إلى النهائي
| البرازيل   | البرازيل | الجولة          | باراغواي   | باراغواي |
| المنافس    | النتيجة  | مرحلة المجموعات | المنافس    | النتيجة  |
| الإكوادور  | 9–1      | المباراة 1      | كولومبيا   | 3–0      |
| بوليفيا    | 10–1     | المباراة 2      | الإكوادور  | 1–0      |
| تشيلي      | 2–1      | المباراة 3      | بيرو       | 3–1      |
| كولومبيا   | 5–0      | المباراة 4      | الأوروغواي | 1–2      |
| بيرو       | 7–1      | المباراة 5      | تشيلي      | 4–2      |
| الأوروغواي | 5–1      | المباراة 6      | بوليفيا    | 7–0      |
| باراغواي   | 1–2      | المباراة 7      | البرازيل   | 2–1      |

### الترتيب النهائي في مرحلة المجموعات
| الفريق     | لعب | فوز | تعادل | خسارة | له | عليه | ف.أ | نقاط |
| ---------- | --- | --- | ----- | ----- | -- | ---- | --- | ---- |
| البرازيل   | 7   | 6   | 0     | 1     | 39 | 7    | +32 | 12   |
| باراغواي   | 7   | 6   | 0     | 1     | 21 | 6    | +15 | 12   |
| بيرو       | 7   | 5   | 0     | 2     | 20 | 13   | +7  | 10   |
| بوليفيا    | 7   | 4   | 0     | 3     | 13 | 24   | −11 | 8    |
| تشيلي      | 7   | 2   | 1     | 4     | 10 | 14   | −4  | 5    |
| الأوروغواي | 7   | 2   | 1     | 4     | 14 | 20   | −6  | 5    |
| الإكوادور  | 7   | 1   | 0     | 6     | 7  | 21   | −14 | 2    |
| كولومبيا   | 7   | 0   | 2     | 5     | 4  | 23   | −19 | 2    |

ملاحظات
- انتهت البرازيل وباراجواي بالتعادل في النقاط، لذا كان لا بد من لعب مباراة فاصلة لتحديد البطل.

## المباراة
| البرازيل                                                   | 7–0 | باراغواي |
| ---------------------------------------------------------- | --- | -------- |
| ألديمير 17'، 27'، 48' · تيسورينها 43'، 70' · بنتو 72'، 89' |     |          |